# Nikita Uggla

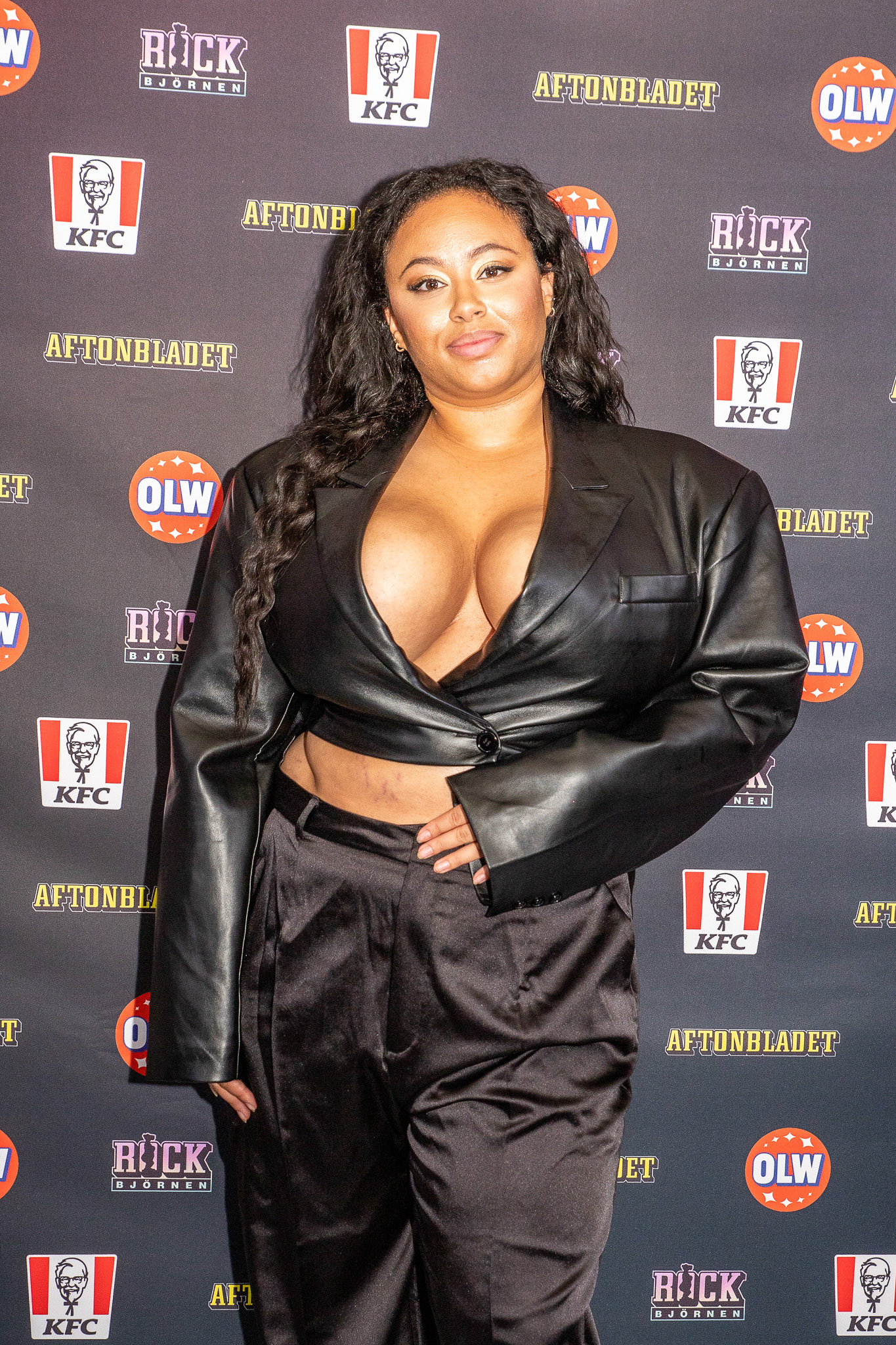
Nikita Uggla, 2024

Astrid Johanna "Nikita" Uggla Fredriksson (* 14. April 2001 in Kivik) ist eine schwedische Schauspielerin.

## Leben und Karriere
Nikita Uggla wurde am 14. April 2001 in Kivik geboren. Uggla besuchte die Nova Gymnasium und sie lernte auch dort das Schauspielen. Von 2021 bis 2024 spielte sie in der Netflixserie Young Royals eine Nebenrolle namens  Felice Ehrencrona.

## Filmografie
Serien
- 2021–2024: Young Royals